# Ratusz w Aleksandrowie Łódzkim
Ratusz w Aleksandrowie Łódzkim – klasycystyczna budowla w Aleksandrowie Łódzkim, siedziba władz miejskich.
Ratusz znajduje się w rejestrze zabytków (nr. rej. A/625 z 25. 08. 1967 r.).

## Historia
Ufundowany przez Rafała Bratoszewskiego ratusz wybudowano w 1824 roku. Dwukondygnacyjny budynek powstał z cegły na rzucie zbliżonym do kwadratu. Kondygnacje budynku oddzielone są gzymsami. Na fasadzie znajduje się trzyosiowy środkowy ryzalit posiadający półkolisty balkon. Nad balkonem mieści się półkoliste okienko. Na szczycie budynku znajduje się maska Temidy z zasłoniętymi oczyma - symbol ślepej sprawiedliwości i data budowy ratusza - 1824. Dach ratusza jest czterospadowy.

## Funkcja
Obecnie ratusz pełni nadal swoją funkcję - jest siedzibą władz miejskich.

## Zdjęcia

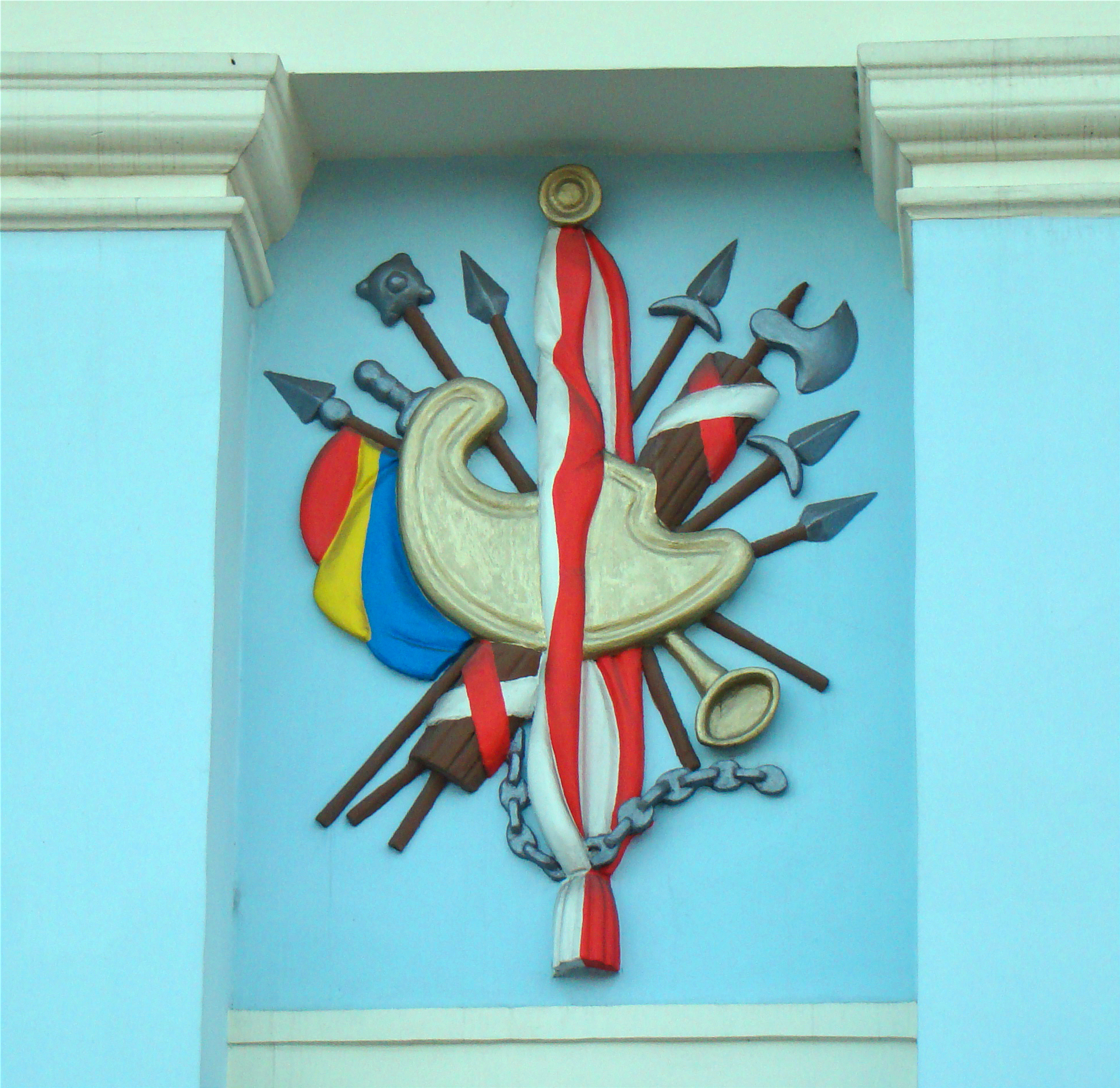
Lewe zdobienie fasady
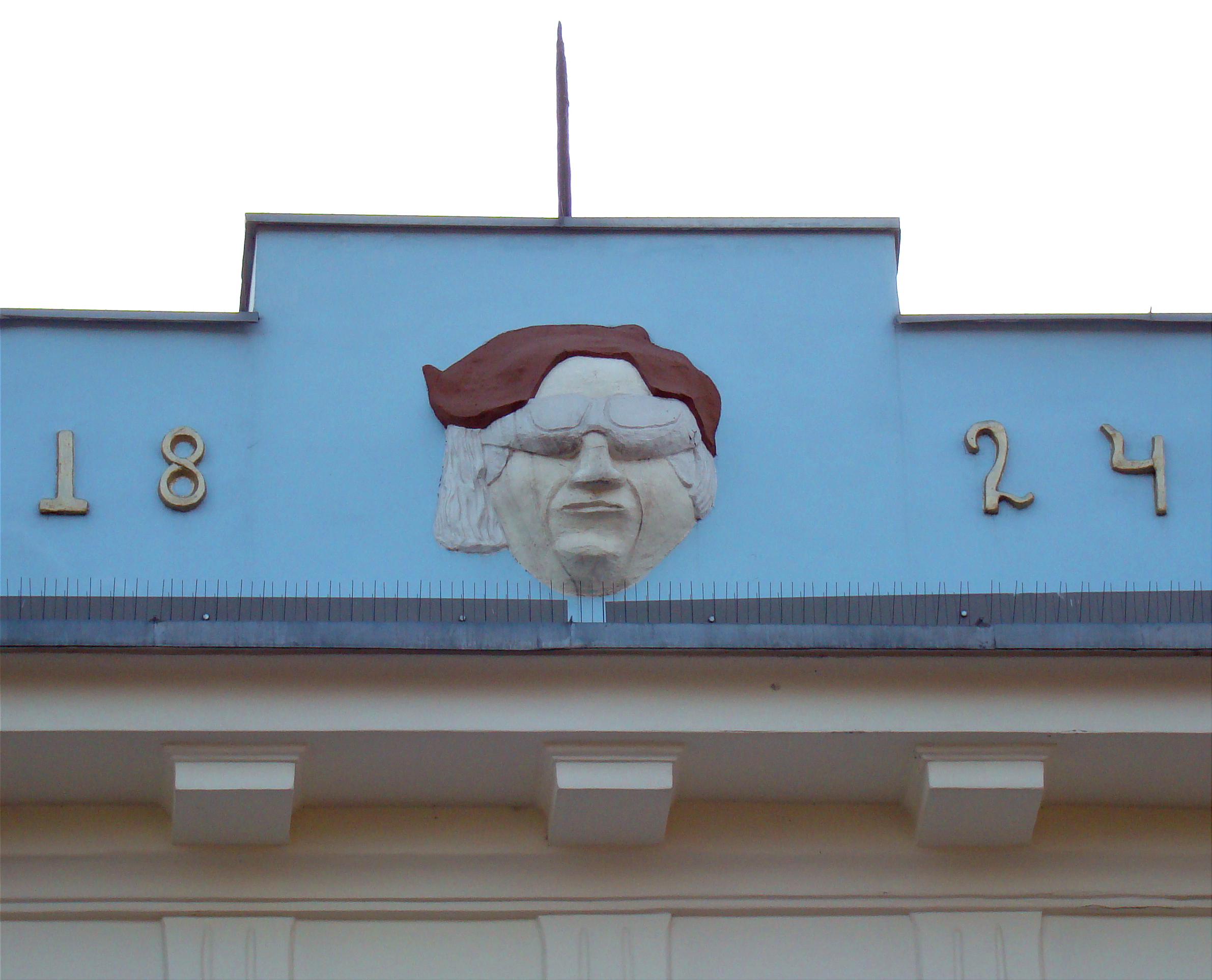
Temida 1824
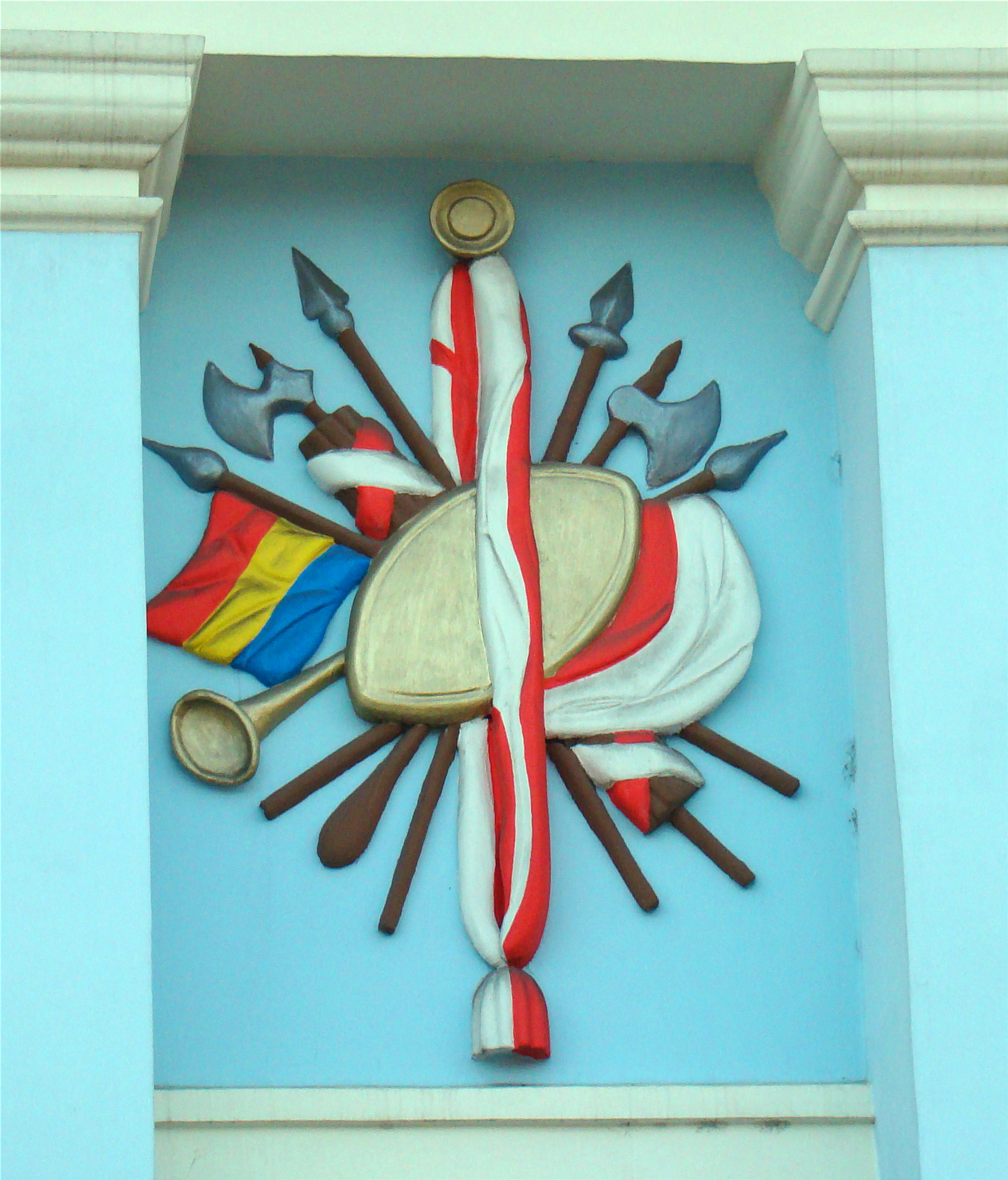
Prawe zdobienie fasady